# Mercado da Graça

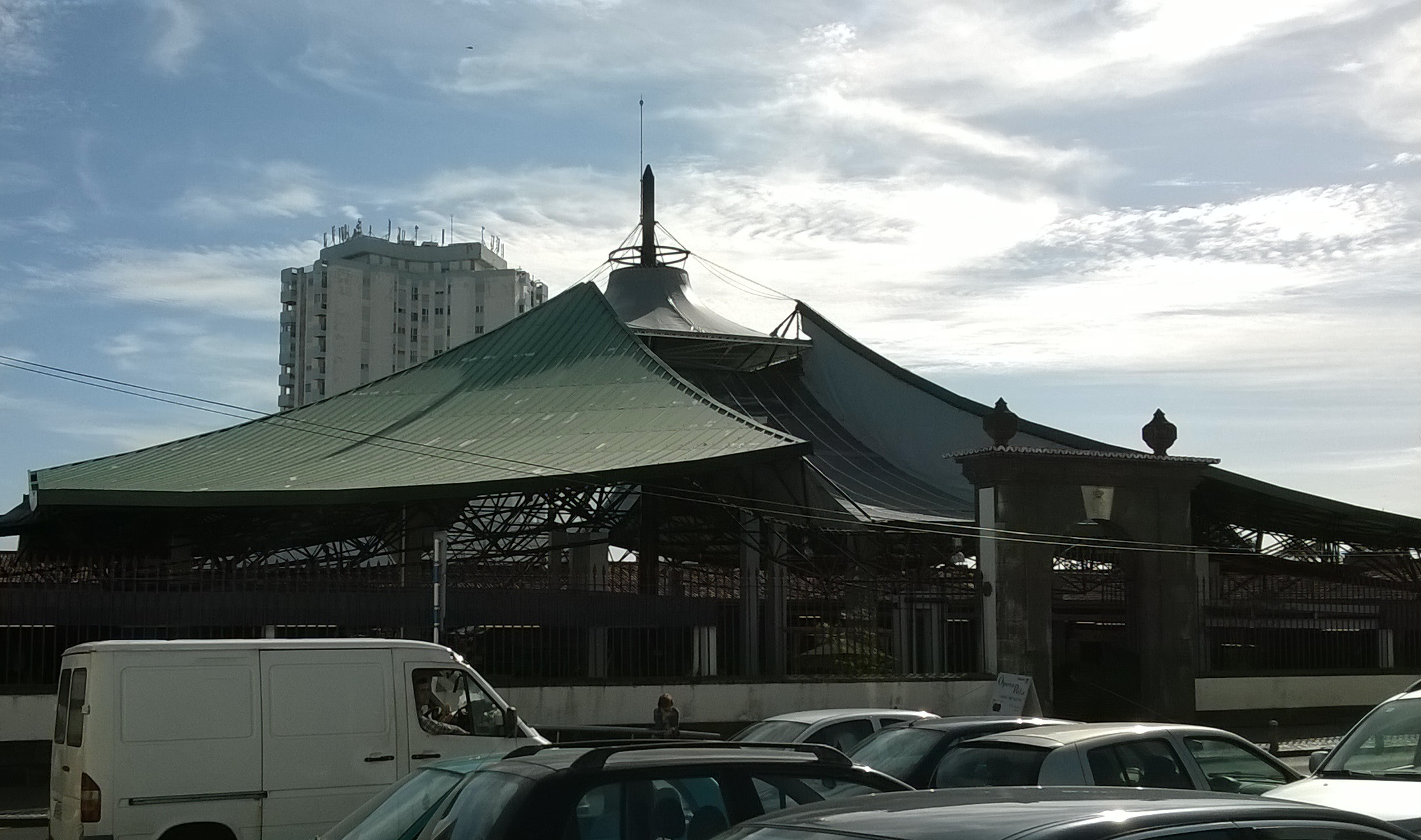
Mercado da Graça, Porta Delgada.

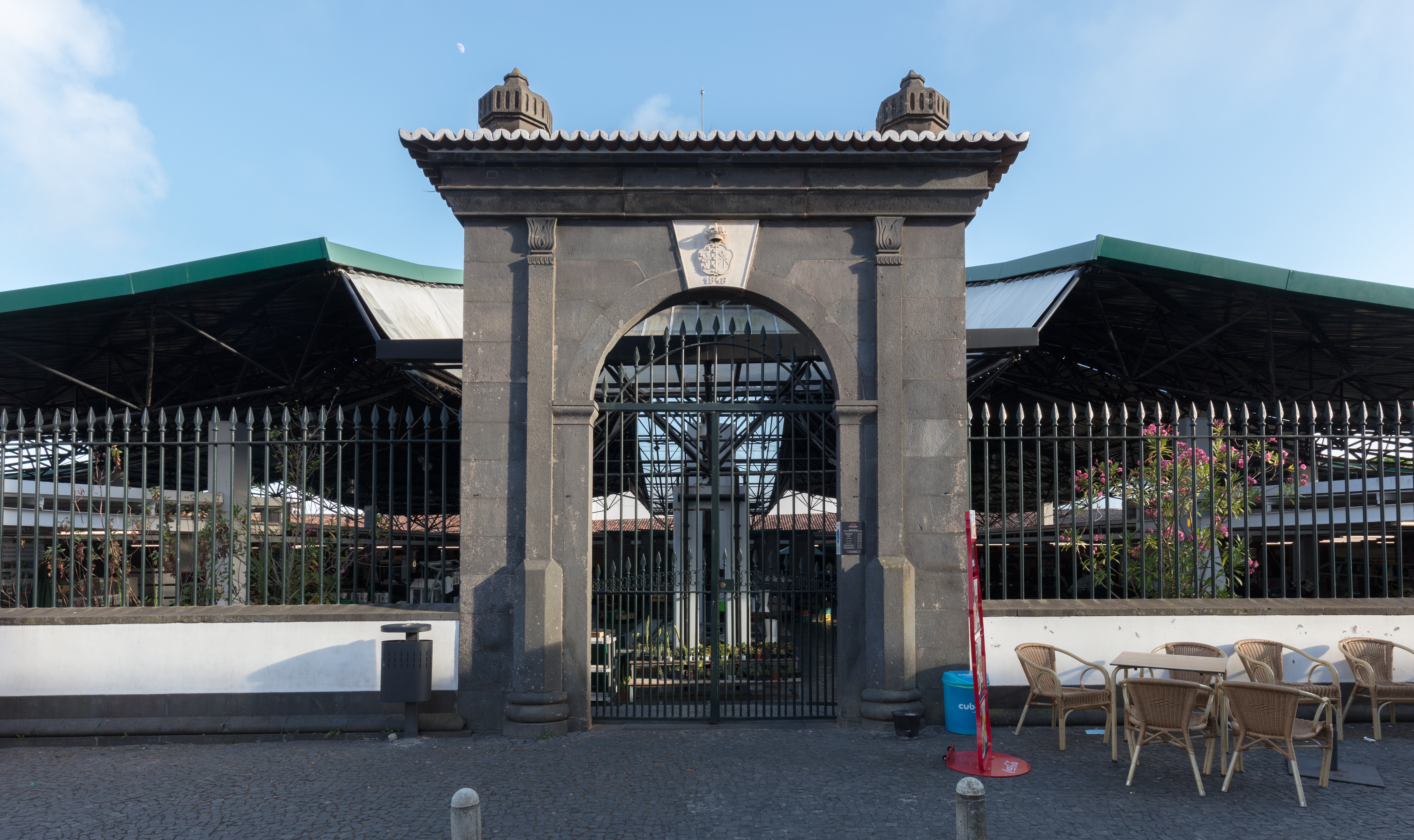
Mercado da Graça, Ponta Delgadaː portada.

O Mercado da Graça localiza-se na freguesia de São Pedro, na cidade e concelho de Ponta Delgada, na ilha de São Miguel, na Região Autónoma dos Açores, em Portugal.

## História
Remonta ao meado do século XIX, para substituir os primitivos locais de comércio de produtos agrícolas e de gado no lado sul da Matriz – o "Mercado do Pelourinho" - e nas arcadas do Cais Velho, ao lado do Cais da Terra – as "Arcadas da Feira".
Este "Mercado Agrícola", na cerca do Convento da Graça, destinava-se, dentro dos ideais do liberalismo que se afirmava no país, a constituir-se num novo mercado para a cidade, em local próprio e digno, do mesmo modo que o "Mercado do Peixe", ao Corpo Santo, no Cais da Sardinha, e o "Mercado do Gado", na Cerca dos Frades do Convento dos Franciscanos ao Campo de São Francisco, onde atualmente se situam os edifícios da Junta Autónoma dos Portos.
Foram propostos pela Câmara Municipal vários lugares para a sua construção. Um na profanada Igreja de São José, nas Chagas, outro no "terreno da D. Clara Joaquina" no Largo do Colégio, onde hoje se situa o Jardim Antero de Quental, outro ainda no quarteirão ocupado pela antiga Misericórdia na Matriz, outro no local da casa hoje ocupada pelo Clube Micaelense e o quinto na cerca da Graça. As suas obras iniciaram-se em 1848 por deliberação da Câmara de 16 de março de 1847. A 30 de dezembro de 1849 a Câmara deliberou acerca da construção de um segundo mercado em São José.
A 4 de abril de 1852 foi inaugurado no centro do Mercado um chafariz de mármore de 4 bicas, mais tarde transferido para o Largo do Poço Velho, em São Roque, que veio de Lisboa ao mesmo tempo que o Chafariz da Praça Velha.
O periódico "Açoriano Oriental" em sua edição de 10 de janeiro de 1852 registou: "Foi ultimada a pintura do gradeamento da praça nova, as hastes estão de rocho-terra – globos amarelos e lanças verdes, achando-se quase todo completo o Mercado em tudo grande, em tudo maravilhoso, (…).".

## Galeria

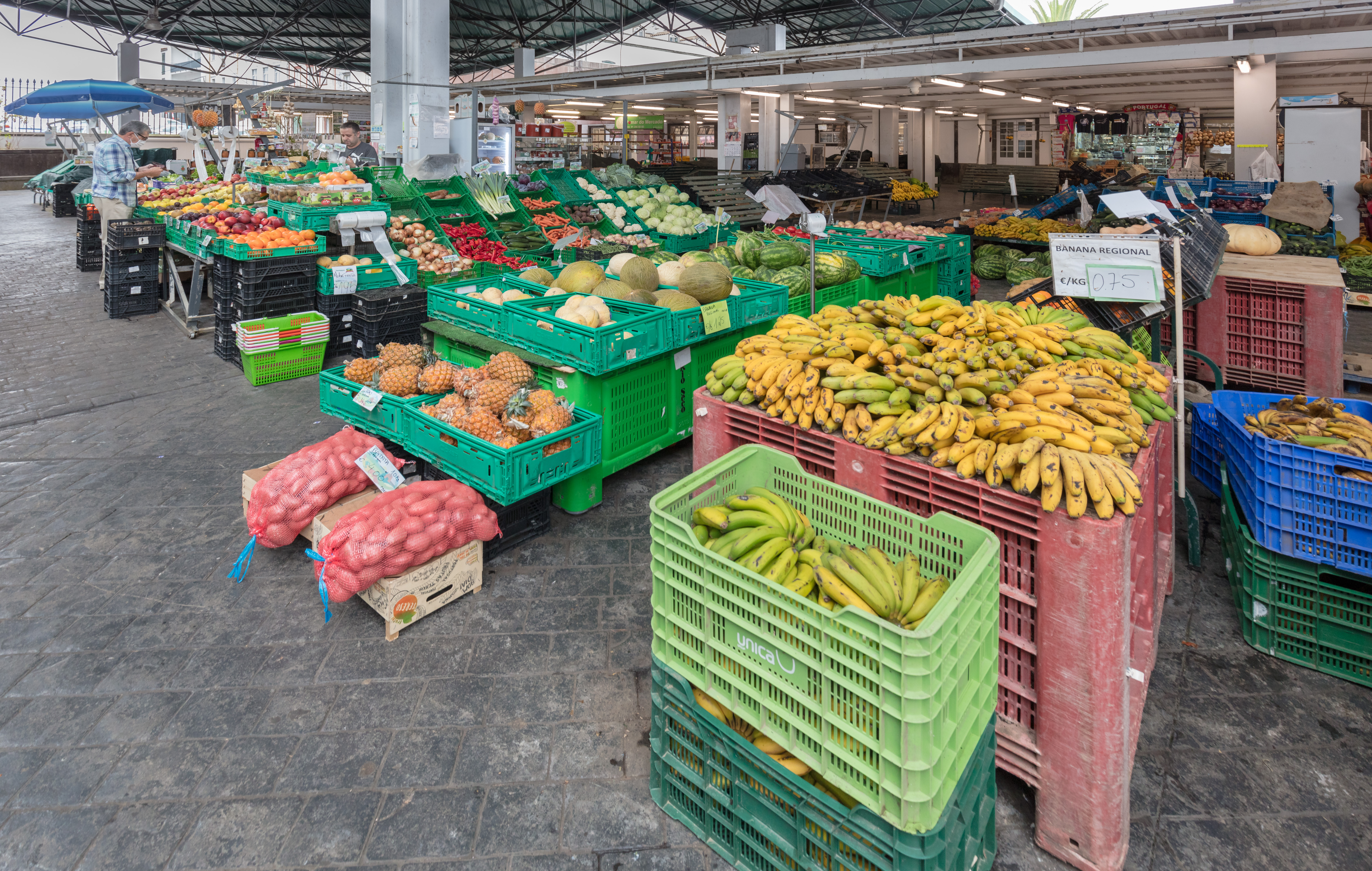
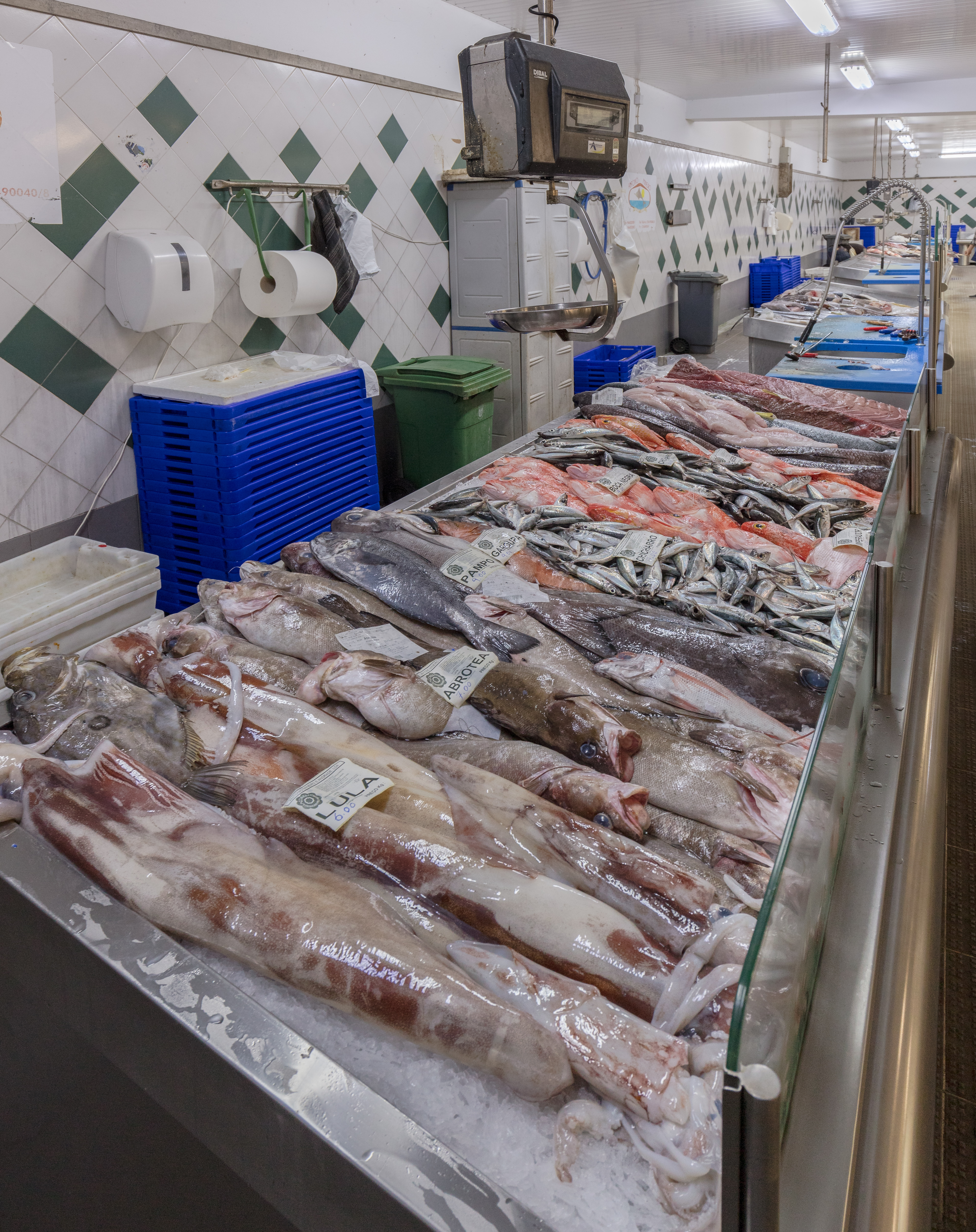
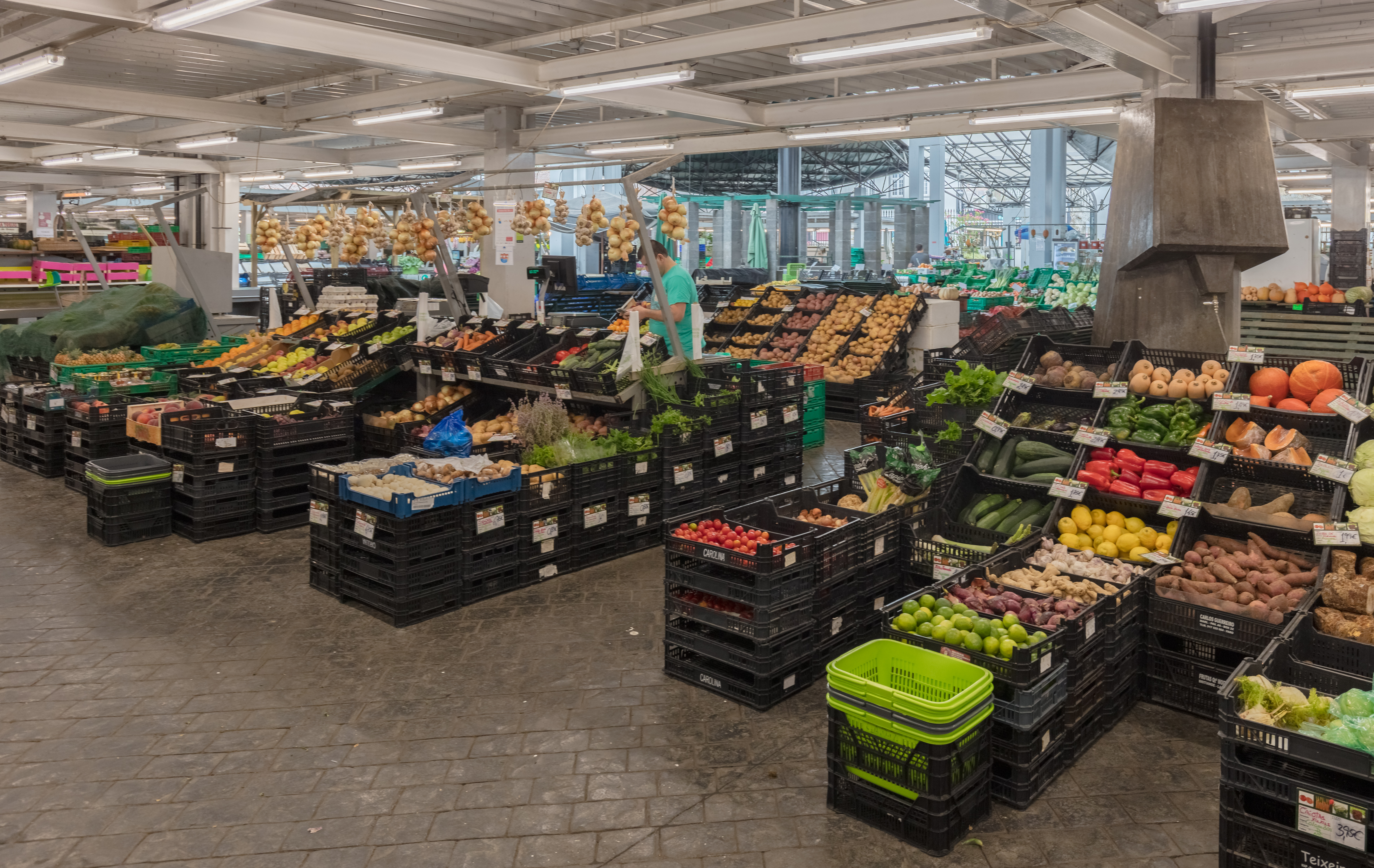
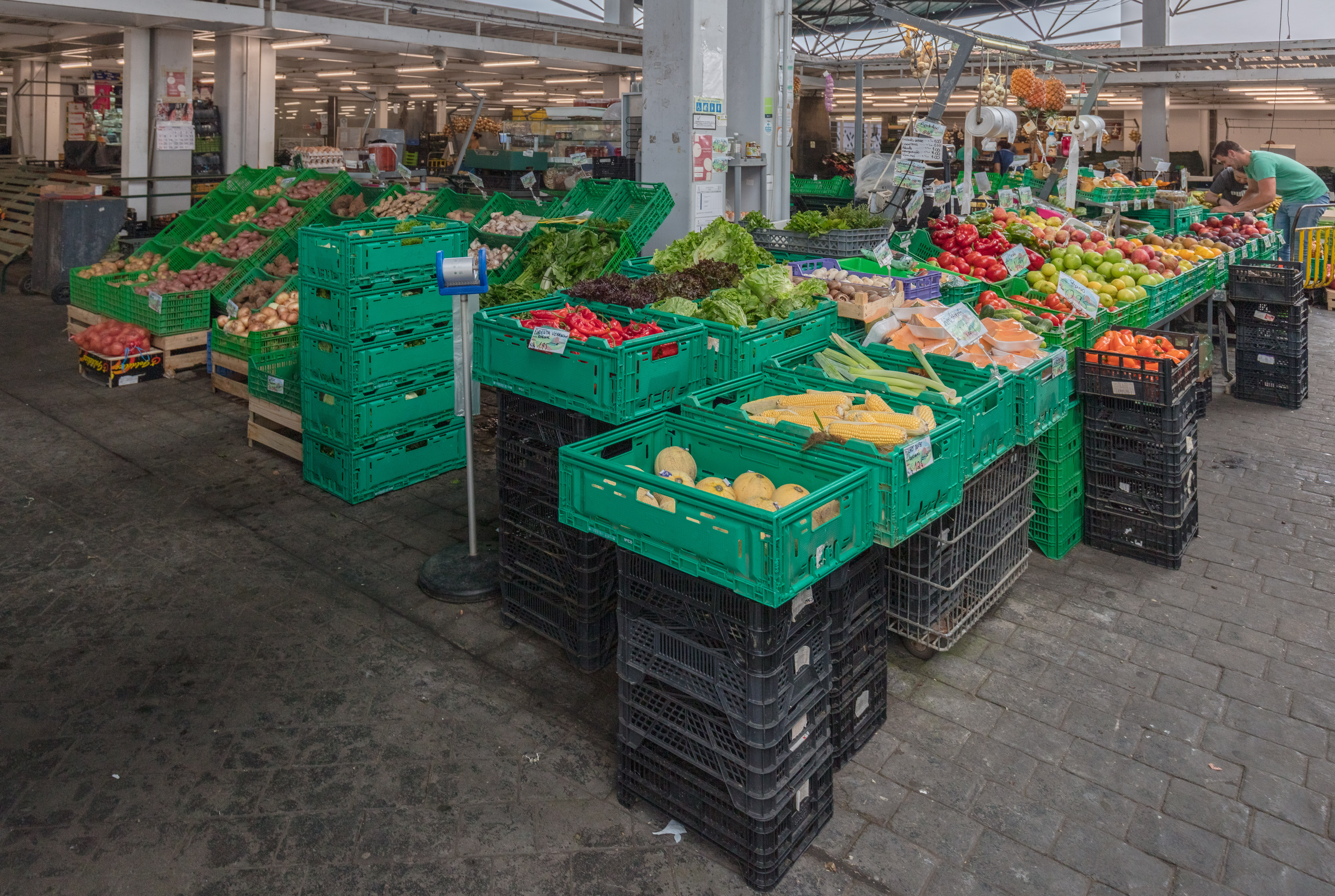
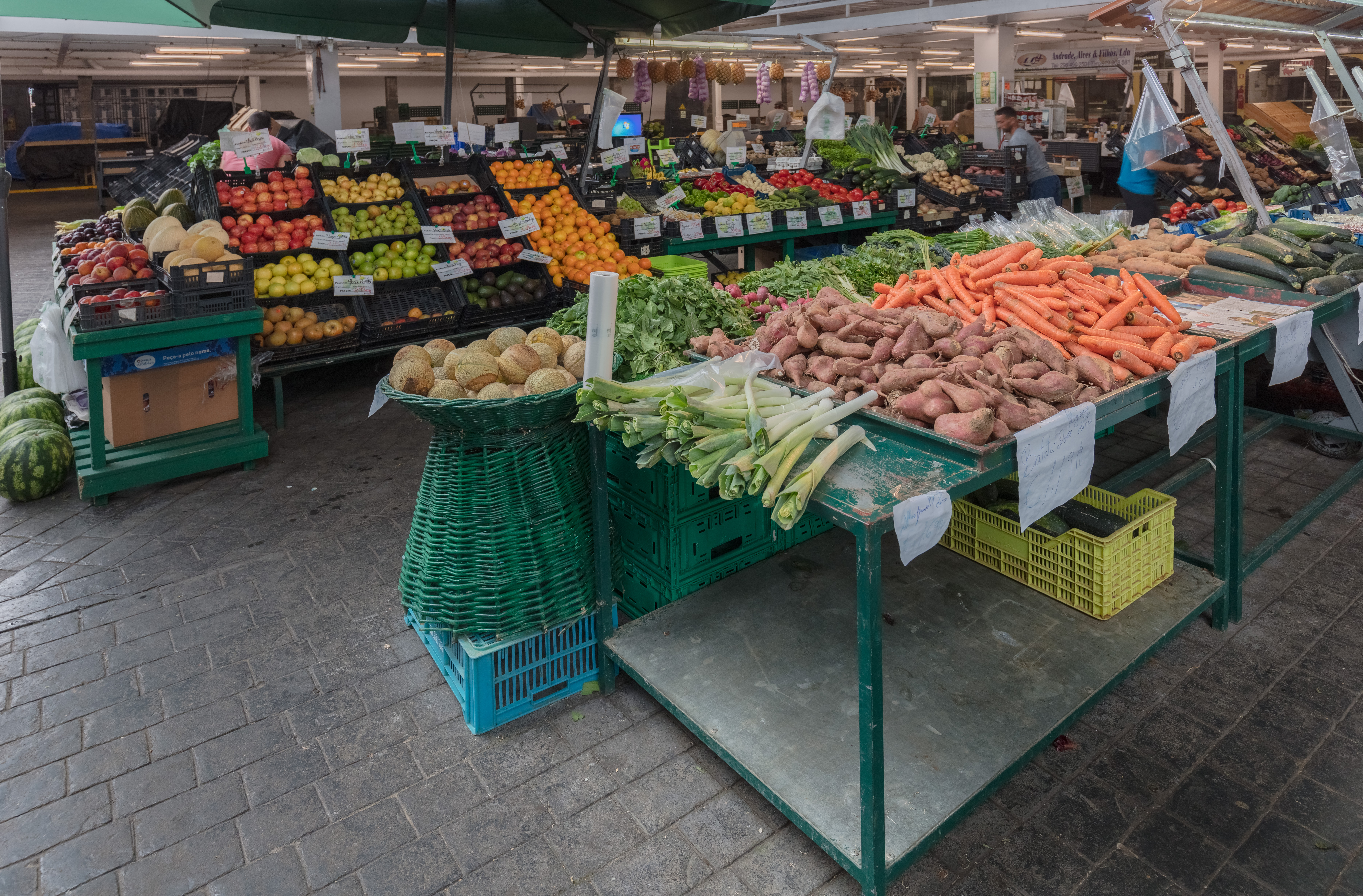